# Saison 2020-2021 du Stade de Reims
Maillots
Dernière mise à jour : 7/08/2021.
Chronologie
Saison précédente Saison suivante
La saison 2020-2021 du Stade de Reims est la 36e saison du club en Ligue 1. Le club est engagé dans deux compétitions : la Ligue 1 et la Coupe de France.

## Avant-saison

### Tableau des transferts
| Nom              | Nationalité | Poste     | Transfert              | Provenance/Destination | Division                       |
| ---------------- | ----------- | --------- | ---------------------- | ---------------------- | ------------------------------ |
| Arrivées         |             |           |                        |                        |                                |
| Kaj Sierhuis     | Pays-Bas    | Attaquant | Transfert              | Ajax Amsterdam         | Eredivisie                     |
| Thibault De Smet | Belgique    | Défenseur | Transfert              | K Saint-Trond VV       | Division 1A Jupiler Pro League |
| Fraser Hornby    | Écosse      | Attaquant | Transfert              | Everton FC             | Premier League                 |
| Wout Faes        | Belgique    | Défenseur | Retour de prêt         | KV Ostende             | Division 1A Jupiler Pro League |
| Anastasios Donis | Grèce       | Attaquant | Transfert définitif    | VfB Stuttgart          | Bundesliga                     |
| Valon Berisha    | Kosovo      | Milieu    | Transfert              | SS Lazio               | Serie A                        |
| Départs          |             |           |                        |                        |                                |
| Nolan Mbemba     | France      | Milieu    | Transfert              | Le Havre AC            | Ligue 2                        |
| Hassane Kamara   | France      | Défenseur | Transfert              | OGC Nice               | Ligue 1                        |
| Ilan Kebbal      | Algérie     | Milieu    | Prêt                   | USL Dunkerque          | Ligue 2                        |
| Axel Disasi      | France      | Défenseur | Transfert              | AS Monaco              | Ligue 1                        |
| Alaixys Romao    | France      | Milieu    | Résiliation de contrat | EA Guingamp            | Ligue 2                        |
| Tristan Dingomé  | France      | Milieu    | Transfert              | ESTAC Troyes           | Ligue 2                        |

| Nom              | Nationalité | Poste     | Transfert | Provenance/Destination | Division             |
| ---------------- | ----------- | --------- | --------- | ---------------------- | -------------------- |
| Arrivées         |             |           |           |                        |                      |
| Départs          |             |           |           |                        |                      |
| Anastasios Donis | Grèce       | Attaquant | Prêt      | VVV Venlo              | Eredivisie           |
| Fraser Hornby    | Écosse      | Attaquant | Prêt      | Aberdeen FC            | Scottish Premiership |
| Hugo Ekitike     | France      | Attaquant | Prêt      | Vejle BK               | Superligaen          |
| Moise Savaka     | Cameroun    | Milieu    | Prêt      | Differdange 03         | Division Nationale   |

## Compétitions

### Ligue 1 Conforama

#### Matchs allers
| 1re journée                 | AS Monaco FC                  | 2 - 2   | Stade de Reims     | Stade Louis-II, Monaco                                                 |                                                                        |
| Dimanche 23 août 2020 13:00 | 45+3e Disasi · 55e Badiashile | (1 - 2) | 5e Dia · 21e Touré | Spectateurs : 2 933 Diffuseur : Téléfoot Arbitrage : François Letexier | Spectateurs : 2 933 Diffuseur : Téléfoot Arbitrage : François Letexier |
| Dimanche 23 août 2020 13:00 | Rapport                       |         |                    | Spectateurs : 2 933 Diffuseur : Téléfoot Arbitrage : François Letexier | Spectateurs : 2 933 Diffuseur : Téléfoot Arbitrage : François Letexier |

| 2e journée                  | Stade de Reims | 0 - 1   | Lille OSC | Stade Auguste Delaune, Reims                                            |                                                                         |
| Dimanche 30 août 2020 13:00 |                | (0 - 1) | 32e Bamba | Spectateurs : 3 614 Diffuseur : Téléfoot Arbitrage : Stéphanie Frappart | Spectateurs : 3 614 Diffuseur : Téléfoot Arbitrage : Stéphanie Frappart |
| Dimanche 30 août 2020 13:00 | Rapport        |         |           | Spectateurs : 3 614 Diffuseur : Téléfoot Arbitrage : Stéphanie Frappart | Spectateurs : 3 614 Diffuseur : Téléfoot Arbitrage : Stéphanie Frappart |

| 3e journée                       | Angers SCO  | 1 - 0   | Stade de Reims | Stade Raymond-Kopa, Angers                                            |                                                                       |
| Dimanche 13 septembre 2020 15:00 | 55e Bahoken | (0 - 0) |                | Spectateurs : 5 348 Diffuseur : Téléfoot 1 Arbitrage : Benoît Bastien | Spectateurs : 5 348 Diffuseur : Téléfoot 1 Arbitrage : Benoît Bastien |
| Dimanche 13 septembre 2020 15:00 | Rapport     |         |                | Spectateurs : 5 348 Diffuseur : Téléfoot 1 Arbitrage : Benoît Bastien | Spectateurs : 5 348 Diffuseur : Téléfoot 1 Arbitrage : Benoît Bastien |

| 4e journée                       | FC Metz               | 2 - 1   | Stade de Reims | Stade Saint-Symphorien, Longeville-lès-Metz                      |                                                                  |
| Dimanche 20 septembre 2020 15:00 | 18e Niane · 88e Niane | (1 - 1) | 43e Dia        | Spectateurs : 5 000 Diffuseur : Téléfoot Arbitrage : Johan Hamel | Spectateurs : 5 000 Diffuseur : Téléfoot Arbitrage : Johan Hamel |
| Dimanche 20 septembre 2020 15:00 | Rapport               |         |                | Spectateurs : 5 000 Diffuseur : Téléfoot Arbitrage : Johan Hamel | Spectateurs : 5 000 Diffuseur : Téléfoot Arbitrage : Johan Hamel |

| 5e journée                       | Stade de Reims | 0 - 2   | Paris Saint-Germain | Stade Auguste Delaune, Reims                                      |                                                                   |
| Dimanche 27 septembre 2020 21:00 |                | (0 - 1) | 9e 62e Icardi       | Spectateurs : 4 988 Diffuseur : Téléfoot Arbitrage : Ruddy Buquet | Spectateurs : 4 988 Diffuseur : Téléfoot Arbitrage : Ruddy Buquet |
| Dimanche 27 septembre 2020 21:00 | Rapport        |         |                     | Spectateurs : 4 988 Diffuseur : Téléfoot Arbitrage : Ruddy Buquet | Spectateurs : 4 988 Diffuseur : Téléfoot Arbitrage : Ruddy Buquet |

| 6e journée                    | Stade rennais FC            | 2 - 2   | Stade de Reims           | Roazhon Park, Rennes                                             |                                                                  |
| Dimanche 4 octobre 2020 17:00 | 24e Raphinha · 37e Da Silva | (2 - 1) | 11e Abdelhamid · 66e Dia | Spectateurs : 1 000 Diffuseur : Canal+ Arbitrage : Florent Batta | Spectateurs : 1 000 Diffuseur : Canal+ Arbitrage : Florent Batta |
| Dimanche 4 octobre 2020 17:00 | Rapport                     |         |                          | Spectateurs : 1 000 Diffuseur : Canal+ Arbitrage : Florent Batta | Spectateurs : 1 000 Diffuseur : Canal+ Arbitrage : Florent Batta |

| 7e journée                   | Stade de Reims | 1 - 3   | FC Lorient                        | Stade Auguste Delaune, Reims                                     |                                                                  |
| Samedi 17 octobre 2020 17:00 | 15e Cassamá    | (1 - 0) | 61e Hamel · 65e Wissa · 80e Moffi | Spectateurs : 3 923 Diffuseur : Canal+ Arbitrage : Mikaël Lesage | Spectateurs : 3 923 Diffuseur : Canal+ Arbitrage : Mikaël Lesage |
| Samedi 17 octobre 2020 17:00 | Rapport        |         |                                   | Spectateurs : 3 923 Diffuseur : Canal+ Arbitrage : Mikaël Lesage | Spectateurs : 3 923 Diffuseur : Canal+ Arbitrage : Mikaël Lesage |

| 8e journée                     | Montpellier HSC | 0 - 4   | Stade de Reims                         | Stade de la Mosson, Montpellier                                            |                                                                            |
| Dimanche 25 octobre 2020 15:00 |                 | (0 - 3) | 9e Dia · 13e Dia · 31e Mbuku · 56e Dia | Spectateurs : 0 (huis clos) Diffuseur : Téléfoot Arbitrage : Willy Delajod | Spectateurs : 0 (huis clos) Diffuseur : Téléfoot Arbitrage : Willy Delajod |
| Dimanche 25 octobre 2020 15:00 | Rapport         |         |                                        | Spectateurs : 0 (huis clos) Diffuseur : Téléfoot Arbitrage : Willy Delajod | Spectateurs : 0 (huis clos) Diffuseur : Téléfoot Arbitrage : Willy Delajod |

| 9e journée                       | Stade de Reims              | 2 - 1   | RC Strasbourg      | Stade Auguste Delaune, Reims                                                   |                                                                                |
| Dimanche 1er novembre 2020 15:00 | 22e (csc) Kamara · 27e Faes | (2 - 1) | 30e (pen.) Ajorque | Spectateurs : 0 (huis clos) Diffuseur : Téléfoot 4 Arbitrage : Éric Wattellier | Spectateurs : 0 (huis clos) Diffuseur : Téléfoot 4 Arbitrage : Éric Wattellier |
| Dimanche 1er novembre 2020 15:00 | Rapport                     |         |                    | Spectateurs : 0 (huis clos) Diffuseur : Téléfoot 4 Arbitrage : Éric Wattellier | Spectateurs : 0 (huis clos) Diffuseur : Téléfoot 4 Arbitrage : Éric Wattellier |

| 10e journée                    | RC Lens                                                 | 4 - 4   | Stade de Reims                                    | Stade Bollaert-Delelis, Lens                                                  |                                                                               |
| Dimanche 7 novembre 2020 15:00 | 21e Banza · 77e (csc) Foket · 90e Sotoca · 90+1e Sotoca | (1 - 0) | 47e Cafaro · 54e Dia · 79e (csc) Medina · 81e Dia | Spectateurs : 0 (huis clos) Diffuseur : Téléfoot 1 Arbitrage : Thomas Léonard | Spectateurs : 0 (huis clos) Diffuseur : Téléfoot 1 Arbitrage : Thomas Léonard |
| Dimanche 7 novembre 2020 15:00 | Rapport                                                 |         |                                                   | Spectateurs : 0 (huis clos) Diffuseur : Téléfoot 1 Arbitrage : Thomas Léonard | Spectateurs : 0 (huis clos) Diffuseur : Téléfoot 1 Arbitrage : Thomas Léonard |

| 11e journée                     | Stade de Reims | 0 - 1   | Nîmes Olympique   | Stade Auguste Delaune, Reims                                                 |                                                                              |
| Dimanche 22 novembre 2020 15:00 |                | (0 - 0) | 62e (pen.) Ripart | Spectateurs : 0 (huis clos) Diffuseur : Téléfoot 3 Arbitrage : Jérémy Stinat | Spectateurs : 0 (huis clos) Diffuseur : Téléfoot 3 Arbitrage : Jérémy Stinat |
| Dimanche 22 novembre 2020 15:00 | Rapport        |         |                   | Spectateurs : 0 (huis clos) Diffuseur : Téléfoot 3 Arbitrage : Jérémy Stinat | Spectateurs : 0 (huis clos) Diffuseur : Téléfoot 3 Arbitrage : Jérémy Stinat |

| 12e journée                     | Olympique lyonnais                            | 3 - 0   | Stade de Reims | Groupama Stadium, Décines-Charpieu                                              |                                                                                 |
| Dimanche 29 novembre 2020 13:00 | 22e Toko-Ekambi · 49e Guimarães · 66e Dembélé | (1 - 0) |                | Spectateurs : 0 (huis clos) Diffuseur : Téléfoot Arbitrage : Jérôme Miguelgorry | Spectateurs : 0 (huis clos) Diffuseur : Téléfoot Arbitrage : Jérôme Miguelgorry |
| Dimanche 29 novembre 2020 13:00 | Rapport                                       |         |                | Spectateurs : 0 (huis clos) Diffuseur : Téléfoot Arbitrage : Jérôme Miguelgorry | Spectateurs : 0 (huis clos) Diffuseur : Téléfoot Arbitrage : Jérôme Miguelgorry |

| 13e journée                    | Stade de Reims | 0 - 0   | OGC Nice | Stade Auguste Delaune, Reims                                                  |                                                                               |
| Dimanche 6 décembre 2020 17:00 |                | (0 - 0) |          | Spectateurs : 0 (huis clos) Diffuseur : Canal+ Arbitrage : Stéphanie Frappart | Spectateurs : 0 (huis clos) Diffuseur : Canal+ Arbitrage : Stéphanie Frappart |
| Dimanche 6 décembre 2020 17:00 | Rapport        |         |          | Spectateurs : 0 (huis clos) Diffuseur : Canal+ Arbitrage : Stéphanie Frappart | Spectateurs : 0 (huis clos) Diffuseur : Canal+ Arbitrage : Stéphanie Frappart |

| 14e journée                     | Stade brestois 29        | 2 - 1   | Stade de Reims | Stade Francis-Le Blé, Brest                                                   |                                                                               |
| Dimanche 13 décembre 2020 15:00 | 30e Honorat · 77e Mounié | (1 - 0) | 65e Zeneli     | Spectateurs : 0 (huis clos) Diffuseur : Téléfoot 1 Arbitrage : Aurélien Petit | Spectateurs : 0 (huis clos) Diffuseur : Téléfoot 1 Arbitrage : Aurélien Petit |
| Dimanche 13 décembre 2020 15:00 | Rapport                  |         |                | Spectateurs : 0 (huis clos) Diffuseur : Téléfoot 1 Arbitrage : Aurélien Petit | Spectateurs : 0 (huis clos) Diffuseur : Téléfoot 1 Arbitrage : Aurélien Petit |

| 15e journée                     | Stade de Reims                          | 3 - 2   | FC Nantes              | Stade Auguste Delaune, Reims                                              |                                                                           |
| Mercredi 16 décembre 2020 19:00 | 68e Touré · 72e (pen.) Dia · 74e Cafaro | (0 - 1) | 18e Pallois · 79e Blas | Spectateurs : 0 (huis clos) Diffuseur : Téléfoot 5 Arbitrage : Karim Abed | Spectateurs : 0 (huis clos) Diffuseur : Téléfoot 5 Arbitrage : Karim Abed |
| Mercredi 16 décembre 2020 19:00 | Rapport                                 |         |                        | Spectateurs : 0 (huis clos) Diffuseur : Téléfoot 5 Arbitrage : Karim Abed | Spectateurs : 0 (huis clos) Diffuseur : Téléfoot 5 Arbitrage : Karim Abed |

| 16e journée                   | Olympique de Marseille | 1 - 1   | Stade de Reims     | Orange Vélodrome, Marseille                                                 |                                                                             |
| Samedi 19 décembre 2020 19:00 | 45e Thauvin            | (1 - 1) | 20e (csc) Nagatomo | Spectateurs : 0 (huis clos) Diffuseur : Téléfoot Arbitrage : Thomas Léonard | Spectateurs : 0 (huis clos) Diffuseur : Téléfoot Arbitrage : Thomas Léonard |
| Samedi 19 décembre 2020 19:00 | Rapport                |         |                    | Spectateurs : 0 (huis clos) Diffuseur : Téléfoot Arbitrage : Thomas Léonard | Spectateurs : 0 (huis clos) Diffuseur : Téléfoot Arbitrage : Thomas Léonard |

| 17e journée                     | Girondins de Bordeaux | 1 - 3   | Stade de Reims                         | Matmut Atlantique, Bordeaux                                                   |                                                                               |
| Mercredi 23 décembre 2020 19:00 | 73e Hwang             | (0 - 2) | 15e Abdelhamid · 18e Dia · 88e Munetsi | Spectateurs : 0 (huis clos) Diffuseur : Téléfoot 7 Arbitrage : Jérôme Brisard | Spectateurs : 0 (huis clos) Diffuseur : Téléfoot 7 Arbitrage : Jérôme Brisard |
| Mercredi 23 décembre 2020 19:00 | Rapport               |         |                                        | Spectateurs : 0 (huis clos) Diffuseur : Téléfoot 7 Arbitrage : Jérôme Brisard | Spectateurs : 0 (huis clos) Diffuseur : Téléfoot 7 Arbitrage : Jérôme Brisard |

| 18e journée                   | Stade de Reims | 0 - 0   | Dijon FCO | Stade Auguste Delaune, Reims                                                  |                                                                               |
| Mercredi 6 janvier 2021 21:00 |                | (0 - 0) |           | Spectateurs : 0 (huis clos) Diffuseur : Téléfoot 3 Arbitrage : Amaury Delerue | Spectateurs : 0 (huis clos) Diffuseur : Téléfoot 3 Arbitrage : Amaury Delerue |
| Mercredi 6 janvier 2021 21:00 | Rapport        |         |           | Spectateurs : 0 (huis clos) Diffuseur : Téléfoot 3 Arbitrage : Amaury Delerue | Spectateurs : 0 (huis clos) Diffuseur : Téléfoot 3 Arbitrage : Amaury Delerue |

| 19e journée                 | Stade de Reims                        | 3 - 1   | AS Saint-Étienne | Stade Auguste Delaune, Reims                                                 |                                                                              |
| Samedi 9 janvier 2021 21:00 | 11e (pen.) Dia · 36e Dia · 57e Cafaro | (2 - 0) | 71e Abi          | Spectateurs : 0 (huis clos) Diffuseur : Téléfoot 8 Arbitrage : Florent Batta | Spectateurs : 0 (huis clos) Diffuseur : Téléfoot 8 Arbitrage : Florent Batta |
| Samedi 9 janvier 2021 21:00 | Rapport                               |         |                  | Spectateurs : 0 (huis clos) Diffuseur : Téléfoot 8 Arbitrage : Florent Batta | Spectateurs : 0 (huis clos) Diffuseur : Téléfoot 8 Arbitrage : Florent Batta |

#### Matchs retours
| 20e journée                    | Lille OSC               | 2 - 1   | Stade de Reims | Stade Pierre-Mauroy, Villeneuve-d'Ascq                                             |                                                                                    |
| Dimanche 17 janvier 2021 17:00 | 48e Bamba · 90+1e David | (0 - 1) | 36e Zeneli     | Spectateurs : 0 (huis clos) Diffuseur : Canal+, Téléfoot Arbitrage : Benoît Millot | Spectateurs : 0 (huis clos) Diffuseur : Canal+, Téléfoot Arbitrage : Benoît Millot |
| Dimanche 17 janvier 2021 17:00 | Rapport                 |         |                | Spectateurs : 0 (huis clos) Diffuseur : Canal+, Téléfoot Arbitrage : Benoît Millot | Spectateurs : 0 (huis clos) Diffuseur : Canal+, Téléfoot Arbitrage : Benoît Millot |

| 21e journée                    | Stade de Reims | 1 - 0   | Stade brestois 29 | Stade Auguste Delaune, Reims                                               |                                                                            |
| Dimanche 24 janvier 2021 15:00 | 40e Mbuku      | (1 - 0) |                   | Spectateurs : 0 (huis clos) Diffuseur : Téléfoot 1 Arbitrage : Johan Hamel | Spectateurs : 0 (huis clos) Diffuseur : Téléfoot 1 Arbitrage : Johan Hamel |
| Dimanche 24 janvier 2021 15:00 | Rapport        |         |                   | Spectateurs : 0 (huis clos) Diffuseur : Téléfoot 1 Arbitrage : Johan Hamel | Spectateurs : 0 (huis clos) Diffuseur : Téléfoot 1 Arbitrage : Johan Hamel |

| 22e journée                    | RC Strasbourg | 0 - 1   | Stade de Reims | Stade de la Meinau, Strasbourg                                                    |                                                                                   |
| Dimanche 31 janvier 2021 15:00 |               | (0 - 0) | 80e Kutesa     | Spectateurs : 0 (huis clos) Diffuseur : Téléfoot 3 Arbitrage : Stéphanie Frappart | Spectateurs : 0 (huis clos) Diffuseur : Téléfoot 3 Arbitrage : Stéphanie Frappart |
| Dimanche 31 janvier 2021 15:00 | Rapport       |         |                | Spectateurs : 0 (huis clos) Diffuseur : Téléfoot 3 Arbitrage : Stéphanie Frappart | Spectateurs : 0 (huis clos) Diffuseur : Téléfoot 3 Arbitrage : Stéphanie Frappart |

| 23e journée                   | Stade de Reims | 0 - 0   | Angers SCO | Stade Auguste Delaune, Reims                                                  |                                                                               |
| Mercredi 3 février 2021 19:00 |                | (0 - 0) |            | Spectateurs : 0 (huis clos) Diffuseur : Téléfoot 5 Arbitrage : Aurélien Petit | Spectateurs : 0 (huis clos) Diffuseur : Téléfoot 5 Arbitrage : Aurélien Petit |
| Mercredi 3 février 2021 19:00 | Rapport        |         |            | Spectateurs : 0 (huis clos) Diffuseur : Téléfoot 5 Arbitrage : Aurélien Petit | Spectateurs : 0 (huis clos) Diffuseur : Téléfoot 5 Arbitrage : Aurélien Petit |

| 24e journée                 | FC Lorient  | 1 - 0   | Stade de Reims | Stade du Moustoir, Lorient                                                  |                                                                             |
| Samedi 6 février 2021 17:00 | 53e Abergel | (0 - 0) |                | Spectateurs : 0 (huis clos) Diffuseur : Téléfoot Arbitrage : Thomas Léonard | Spectateurs : 0 (huis clos) Diffuseur : Téléfoot Arbitrage : Thomas Léonard |
| Samedi 6 février 2021 17:00 | Rapport     |         |                | Spectateurs : 0 (huis clos) Diffuseur : Téléfoot Arbitrage : Thomas Léonard | Spectateurs : 0 (huis clos) Diffuseur : Téléfoot Arbitrage : Thomas Léonard |

| 25e journée                  | Stade de Reims | 1 - 1   | RC Lens    | Stade Auguste Delaune, Reims                                                     |                                                                                  |
| Samedi 14 février 2021 19:00 | 13e Zeneli     | (1 - 0) | 61e Sotoca | Spectateurs : 0 (huis clos) Diffuseur : Canal+ Sport Arbitrage : Eric Wattellier | Spectateurs : 0 (huis clos) Diffuseur : Canal+ Sport Arbitrage : Eric Wattellier |
| Samedi 14 février 2021 19:00 | Rapport        |         |            | Spectateurs : 0 (huis clos) Diffuseur : Canal+ Sport Arbitrage : Eric Wattellier | Spectateurs : 0 (huis clos) Diffuseur : Canal+ Sport Arbitrage : Eric Wattellier |

| 26e journée                    | AS Saint-Étienne | 1 - 1   | Stade de Reims | Stade Geoffroy-Guichard, Saint-Étienne                                          |                                                                                 |
| Dimanche 21 février 2021 13:00 | 89e Abi          | (0 - 0) | 72e Touré      | Spectateurs : 0 (huis clos) Diffuseur : Canal+ Sport Arbitrage : Antony Gautier | Spectateurs : 0 (huis clos) Diffuseur : Canal+ Sport Arbitrage : Antony Gautier |
| Dimanche 21 février 2021 13:00 | Rapport          |         |                | Spectateurs : 0 (huis clos) Diffuseur : Canal+ Sport Arbitrage : Antony Gautier | Spectateurs : 0 (huis clos) Diffuseur : Canal+ Sport Arbitrage : Antony Gautier |

| 27e journée                    | Stade de Reims | 0 - 0   | Montpellier HSC | Stade Auguste Delaune, Reims                                                                   |                                                                                                |
| Dimanche 28 février 2021 15:00 |                | (0 - 0) |                 | Spectateurs : 0 (huis clos) Diffuseur : Canal+ Sport (multiplex) Arbitrage : François Letexier | Spectateurs : 0 (huis clos) Diffuseur : Canal+ Sport (multiplex) Arbitrage : François Letexier |
| Dimanche 28 février 2021 15:00 | Rapport        |         |                 | Spectateurs : 0 (huis clos) Diffuseur : Canal+ Sport (multiplex) Arbitrage : François Letexier | Spectateurs : 0 (huis clos) Diffuseur : Canal+ Sport (multiplex) Arbitrage : François Letexier |

| 28e journée                | FC Nantes | 1 - 2   | Stade de Reims             | Stade de la Beaujoire, Nantes                                                               |                                                                                             |
| Mercredi 3 mars 2021 21:00 | 14e Simon | (1 - 1) | 39e Konan · 89e Abdelhamid | Spectateurs : 0 (huis clos) Diffuseur : Canal+ Décalé (multiplex) Arbitrage : Willy Delajod | Spectateurs : 0 (huis clos) Diffuseur : Canal+ Décalé (multiplex) Arbitrage : Willy Delajod |
| Mercredi 3 mars 2021 21:00 | Rapport   |         |                            | Spectateurs : 0 (huis clos) Diffuseur : Canal+ Décalé (multiplex) Arbitrage : Willy Delajod | Spectateurs : 0 (huis clos) Diffuseur : Canal+ Décalé (multiplex) Arbitrage : Willy Delajod |

| 29e journée                 | Stade de Reims | 1 - 1   | Olympique lyonnais | Stade Auguste Delaune, Reims                                                    |                                                                                 |
| Vendredi 12 mars 2021 21:00 | 33e Cafaro     | (1 - 0) | 90e Kadewere       | Spectateurs : 0 (huis clos) Diffuseur : Canal+ Sport Arbitrage : Jérôme Brisard | Spectateurs : 0 (huis clos) Diffuseur : Canal+ Sport Arbitrage : Jérôme Brisard |
| Vendredi 12 mars 2021 21:00 | Rapport        |         |                    | Spectateurs : 0 (huis clos) Diffuseur : Canal+ Sport Arbitrage : Jérôme Brisard | Spectateurs : 0 (huis clos) Diffuseur : Canal+ Sport Arbitrage : Jérôme Brisard |

| 30e journée                 | Dijon FCO | 0 - 1 | Stade de Reims | Stade Gaston-Gérard, Dijon                                                                  |                                                                                             |
| Dimanche 21 mars 2021 15:00 |           |       | 50e Dia        | Spectateurs : 0 (huis clos) Diffuseur : Canal+ Sport (multiplex) Arbitrage : Benoît Bastien | Spectateurs : 0 (huis clos) Diffuseur : Canal+ Sport (multiplex) Arbitrage : Benoît Bastien |
| Dimanche 21 mars 2021 15:00 | Rapport   |       |                | Spectateurs : 0 (huis clos) Diffuseur : Canal+ Sport (multiplex) Arbitrage : Benoît Bastien | Spectateurs : 0 (huis clos) Diffuseur : Canal+ Sport (multiplex) Arbitrage : Benoît Bastien |

| 31e journée                 | Stade de Reims      | 2 - 2   | Stade rennais FC        | Stade Auguste Delaune, Reims                                                            |                                                                                         |
| Dimanche 4 avril 2021 15:00 | Dia 60e · Konan 81e | (0 - 0) | 75e (pen.) 83e Guirassy | Spectateurs : 0 (huis clos) Diffuseur : Canal+ Sport (multiplex) Arbitrage : Karim Abed | Spectateurs : 0 (huis clos) Diffuseur : Canal+ Sport (multiplex) Arbitrage : Karim Abed |
| Dimanche 4 avril 2021 15:00 | Rapport             |         |                         | Spectateurs : 0 (huis clos) Diffuseur : Canal+ Sport (multiplex) Arbitrage : Karim Abed | Spectateurs : 0 (huis clos) Diffuseur : Canal+ Sport (multiplex) Arbitrage : Karim Abed |

| 32e journée                  | OGC Nice | 0 - 0   | Stade de Reims | Allianz Riviera, Nice                                                                      |                                                                                            |
| Dimanche 11 avril 2021 15:00 |          | (0 - 0) |                | Spectateurs : 0 (huis clos) Diffuseur : Canal+ Sport (multiplex) Arbitrage : Jérémy Stinat | Spectateurs : 0 (huis clos) Diffuseur : Canal+ Sport (multiplex) Arbitrage : Jérémy Stinat |
| Dimanche 11 avril 2021 15:00 | Rapport  |         |                | Spectateurs : 0 (huis clos) Diffuseur : Canal+ Sport (multiplex) Arbitrage : Jérémy Stinat | Spectateurs : 0 (huis clos) Diffuseur : Canal+ Sport (multiplex) Arbitrage : Jérémy Stinat |

| 33e journée                  | Stade de Reims | 0 - 0   | FC Metz | Stade Auguste Delaune, Reims                                                                    |                                                                                                 |
| Dimanche 18 avril 2021 15:00 |                | (0 - 0) |         | Spectateurs : 0 (huis clos) Diffuseur : Canal+ Sport (multiplex) Arbitrage : Jérôme Miguelgorry | Spectateurs : 0 (huis clos) Diffuseur : Canal+ Sport (multiplex) Arbitrage : Jérôme Miguelgorry |
| Dimanche 18 avril 2021 15:00 | Rapport        |         |         | Spectateurs : 0 (huis clos) Diffuseur : Canal+ Sport (multiplex) Arbitrage : Jérôme Miguelgorry | Spectateurs : 0 (huis clos) Diffuseur : Canal+ Sport (multiplex) Arbitrage : Jérôme Miguelgorry |

| 34e journée                  | Stade de Reims | 1 - 3   | Olympique de Marseille      | Stade Auguste Delaune, Reims                                                     |                                                                                  |
| Vendredi 23 avril 2021 21:00 | Mbuku 38e      | (1 - 2) | 41e 76e Payet · 45+2e Milik | Spectateurs : 0 (huis clos) Diffuseur : Canal+ Sport Arbitrage : Éric Wattellier | Spectateurs : 0 (huis clos) Diffuseur : Canal+ Sport Arbitrage : Éric Wattellier |
| Vendredi 23 avril 2021 21:00 | Rapport        |         |                             | Spectateurs : 0 (huis clos) Diffuseur : Canal+ Sport Arbitrage : Éric Wattellier | Spectateurs : 0 (huis clos) Diffuseur : Canal+ Sport Arbitrage : Éric Wattellier |

| 35e journée               | Nîmes Olympique       | 2 - 2   | Stade de Reims        | Stade des Costières, Nîmes                                                                 |                                                                                            |
| Dimanche 2 mai 2021 15:00 | Ripart 47e · Koné 71e | (0 - 1) | 30e Mbuku · 80e Flips | Spectateurs : 0 (huis clos) Diffuseur : Canal+ Sport (multiplex) Arbitrage : Benoît Millot | Spectateurs : 0 (huis clos) Diffuseur : Canal+ Sport (multiplex) Arbitrage : Benoît Millot |
| Dimanche 2 mai 2021 15:00 | Rapport               |         |                       | Spectateurs : 0 (huis clos) Diffuseur : Canal+ Sport (multiplex) Arbitrage : Benoît Millot | Spectateurs : 0 (huis clos) Diffuseur : Canal+ Sport (multiplex) Arbitrage : Benoît Millot |

| 36e journée               | Stade de Reims | 0 - 1   | AS Monaco FC | Stade Auguste Delaune, Reims                                              |                                                                           |
| Dimanche 9 mai 2021 17:05 |                | (0 - 1) | 20e Matazo   | Spectateurs : 0 (huis clos) Diffuseur : Canal+ Arbitrage : Antony Gautier | Spectateurs : 0 (huis clos) Diffuseur : Canal+ Arbitrage : Antony Gautier |
| Dimanche 9 mai 2021 17:05 | Rapport        |         |              | Spectateurs : 0 (huis clos) Diffuseur : Canal+ Arbitrage : Antony Gautier | Spectateurs : 0 (huis clos) Diffuseur : Canal+ Arbitrage : Antony Gautier |

| 37e journée                | Paris Saint-Germain                                        | 4 - 0   | Stade de Reims | Parc des Princes, Paris                                                                  |                                                                                          |
| Dimanche 16 mai 2021 21:00 | Neymar 13e (pen.) · Mbappé 24e · Marquinhos 68e · Kean 89e | (2 - 0) |                | Spectateurs : 0 (huis clos) Diffuseur : Canal+, Canal+ Décalé Arbitrage : Clément Turpin | Spectateurs : 0 (huis clos) Diffuseur : Canal+, Canal+ Décalé Arbitrage : Clément Turpin |
| Dimanche 16 mai 2021 21:00 | Rapport                                                    |         |                | Spectateurs : 0 (huis clos) Diffuseur : Canal+, Canal+ Décalé Arbitrage : Clément Turpin | Spectateurs : 0 (huis clos) Diffuseur : Canal+, Canal+ Décalé Arbitrage : Clément Turpin |

| 38e journée                | Stade de Reims | 1 - 2   | Girondins de Bordeaux  | Stade Auguste-Delaune, Reims                                                                       | |
| Dimanche 23 mai 2021 21:00 | Touré 15e      | (1 - 1) | 44e Adli · 58e Kwateng | Spectateurs : 0 (huis clos) Diffuseur : Canal+ (multiplex), Multisports Arbitrage : Jérôme Brisard | Spectateurs : 0 (huis clos) Diffuseur : Canal+ (multiplex), Multisports Arbitrage : Jérôme Brisard |
| Dimanche 23 mai 2021 21:00 | Rapport        |         |                        | Spectateurs : 0 (huis clos) Diffuseur : Canal+ (multiplex), Multisports Arbitrage : Jérôme Brisard | Spectateurs : 0 (huis clos) Diffuseur : Canal+ (multiplex), Multisports Arbitrage : Jérôme Brisard |

#### Classement
| Rang | Équipe                | Pts | J  | G  | N  | P  | Bp | Bc | Diff |
| ---- | --------------------- | --- | -- | -- | -- | -- | -- | -- | ---- |
| 12   | Girondins de Bordeaux | 45  | 38 | 13 | 6  | 19 | 42 | 56 | −14  |
| 13   | Angers SCO            | 44  | 38 | 12 | 8  | 18 | 40 | 58 | −18  |
| 14   | Stade de Reims        | 42  | 38 | 9  | 15 | 14 | 42 | 50 | −8   |
| 15   | RC Strasbourg Alsace  | 42  | 38 | 11 | 9  | 18 | 49 | 58 | −9   |
| 16   | FC Lorient P          | 42  | 38 | 11 | 9  | 18 | 50 | 68 | −18  |

### Coupe de France

#### Matchs
| 32e de Finale              | Stade de Reims             | 3 - 4   | Valenciennes FC                    | Stade Auguste-Delaune, Reims                                                    |                                                                                 |
| Mardi 9 février 2021 18:30 | 30e Sierhuis · 84e 90e Dia | (1 - 1) | 21e 56e Guillaume · 64e 81e Cabral | Spectateurs : 0 (huis clos) Diffuseur : Eurosport 2 Arbitrage : Jérémie Pignard | Spectateurs : 0 (huis clos) Diffuseur : Eurosport 2 Arbitrage : Jérémie Pignard |

## Effectif professionnel actuel
Le tableau suivant recense l'ensemble des joueurs faisant partie de l'effectif du Stade de Reims pour la saison 2020-2021.

## Statistiques

### Buteurs
| Place | Nom              | Ligue 1 | Coupe de France | Barrages C3 | TOTAL |
| 1     | Boulaye Dia      | 12      | 2               | -           | 14    |
| 2     | Mathieu Cafaro   | 4       | -               | -           | 4     |
| 3     | Yunis Abdelhamid | 3       | -               | -           | 3     |
| 4     | Arber Zeneli     | 3       | -               | -           | 3     |
| 5     | El Bilal Touré   | 3       | -               | -           | 3     |
| 6     | CSC              | 3       | -               | -           | 3     |
| 7     | Nathanaël Mbuku  | 2       | -               | -           | 2     |
| 8     | Wout Faes        | 1       | -               | -           | 1     |
| 9     | Ghislain Konan   | 1       | -               | -           | 1     |
| 10    | Valon Berisha    | -       | -               | 1           | 1     |
| 11    | Marshall Munetsi | 1       | -               | -           | 1     |
| 12    | Moreto Cassamá   | 1       | -               | -           | 1     |
| 13    | Kaj Sierhuis     | -       | 1               | -           | 1     |
| 14    | Dereck Kutesa    | 1       | -               | -           | 1     |
| TOTAL | 13 joueurs       | 35      | 3               | 1           | 39    |

### Passeurs
| Place | Nom               | Ligue 1 | Coupe de France | Barrages C3 | TOTAL |
| 1     | Arber Zeneli      | 3       | 1               | -           | 4     |
| 2     | Valon Berisha     | 3       | -               | -           | 3     |
| 3     | Dereck Kutesa     | 2       | -               | 1           | 3     |
| 4     | Thomas Foket      | 1       | 1               | -           | 2     |
| 5     | Xavier Chavalerin | 2       | -               | -           | 2     |
| 6     | Mathieu Cafaro    | 2       | -               | -           | 2     |
| 7     | Boulaye Dia       | 1       | -               | -           | 1     |
| 8     | Ghislain Konan    | 1       | -               | -           | 1     |
| 9     | Nathanaël Mbuku   | 1       | -               | -           | 1     |
| 10    | El Bilal Touré    | 1       | -               | -           | 1     |
| 11    | Kaj Sierhuis      | 1       | -               | -           | 1     |
| 12    | Moussa Doumbia    | 1       | -               | -           | 1     |
| 13    | Thibault De Smet  | -       | 1               | -           | 1     |
| TOTAL | 13 joueurs        | 19      | 2               | 1           | 22    |

### Cartons

#### Cartons jaunes
| Place | Nom                | Ligue 1 | Coupe de France | Qualif. C3 | TOTAL |
| 1     | Wout Faes          | 7       | -               | 1          | 8     |
| 2     | Moreto Cassamá     | 6       | -               | 1          | 7     |
| 3     | Xavier Chavalerin  | 4       | -               | 2          | 6     |
| 4     | Thomas Foket       | 2       | -               | 2          | 4     |
| 5     | Marshall Munetsi   | 4       | -               | -          | 4     |
| 6     | El Bilal Touré     | 3       | -               | 1          | 4     |
| 7     | Valon Berisha      | 2       | -               | 1          | 3     |
| 8     | Yunis Abdelhamid   | 2       | -               | -          | 2     |
| 9     | Ghislain Konan     | 2       | -               | -          | 2     |
| 10    | Mathieu Cafaro     | 2       | -               | -          | 2     |
| 11    | Nathanaël Mbuku    | 2       | -               | -          | 2     |
| 12    | Kaj Sierhuis       | 2       | -               | -          | 2     |
| 13    | Dereck Kutesa      | 1       | -               | 1          | 2     |
| 14    | Predrag Rajković   | 1       | -               | -          | 1     |
| 15    | Boulaye Dia        | 1       | -               | -          | 1     |
| 16    | Thibault De Smet   | 1       | -               | -          | 1     |
| 17    | Mouhamadou Drammeh | 1       | -               | -          | 1     |
| 18    | Hugo Ekitike       | 1       | -               | -          | 1     |
| 19    | Fraser Hornby      | 1       | -               | -          | 1     |
| TOTAL | 19 joueurs         | 45      | -               | 9          | 54    |

#### Cartons rouges
| Place | Nom              | Ligue 1 | Coupe de France | Barrages C3 | TOTAL |
| 1     | Moreto Cassamá   | 2       | -               | -           | 2     |
| 2     | Thomas Foket     | -       | -               | 1           | 1     |
| 3     | Wout Faes        | 1       | -               | -           | 1     |
| 4     | Marshall Munetsi | 1       | -               | -           | 1     |
| 5     | Anastasios Donis | 1       | -               | -           | 1     |
| TOTAL | 5 joueurs        | 5       | -               | 1           | 6     |

### Temps de jeu
| Place | Numéro | Nom                | Titularisation | Temps de jeu |
| 1     | 32     | Thomas Foket       | 24             | 2184’        |
| 2     | 1      | Predrag Rajković   | 24             | 2145’        |
| 3     | 5      | Yunis Abdelhamid   | 23             | 2100’        |
| 4     | 2      | Wout Faes          | 22             | 1961’        |
| 5     | 11     | Boulaye Dia        | 22             | 1908’        |
| 6     | 3      | Ghislain Konan     | 19             | 1764’        |
| 7     | 7      | Xavier Chavalerin  | 17             | 1509’        |
| 8     | 14     | Valon Berisha      | 14             | 1399’        |
| 9     | 24     | Mathieu Cafaro     | 15             | 1331’        |
| 10    | 15     | Marshall Munetsi   | 13             | 1227’        |
| 11    | 21     | Nathanaël Mbuku    | 15             | 1156’        |
| 12    | 23     | Moreto Cassamá     | 15             | 1119’        |
| 13    | 10     | Arber Zeneli       | 12             | 961’         |
| 14    | 27     | El Bilal Touré     | 9              | 962’         |
| 15    | 9      | Kaj Sierhuis       | 6              | 621’         |
| 16    | 8      | Dereck Kutesa      | 6              | 566’         |
| 17    | 25     | Moussa Doumbia     | 4              | 512’         |
| 18    | 29     | Dario Maresic      | 4              | 407’         |
| 19    | 28     | Thibault De Smet   | 4              | 295’         |
| 20    | 33     | Fodé Doucouré      | 2              | 221’         |
| 21    | 36     | Mouhamadou Drammeh | 1              | 158’         |
| 22    | 17     | Anastasios Donis   | 1              | 149’         |
| 23    | 16     | Yehvann Diouf      | 1              | 135’         |
| 24    | 34     | Hugo Ekitike       | -              | 88’          |
| 25    | 18     | Fraser Hornby      | -              | 33’          |
| 26    | 35     | Moïse Sakava       | -              | 8’           |